# 三井農林

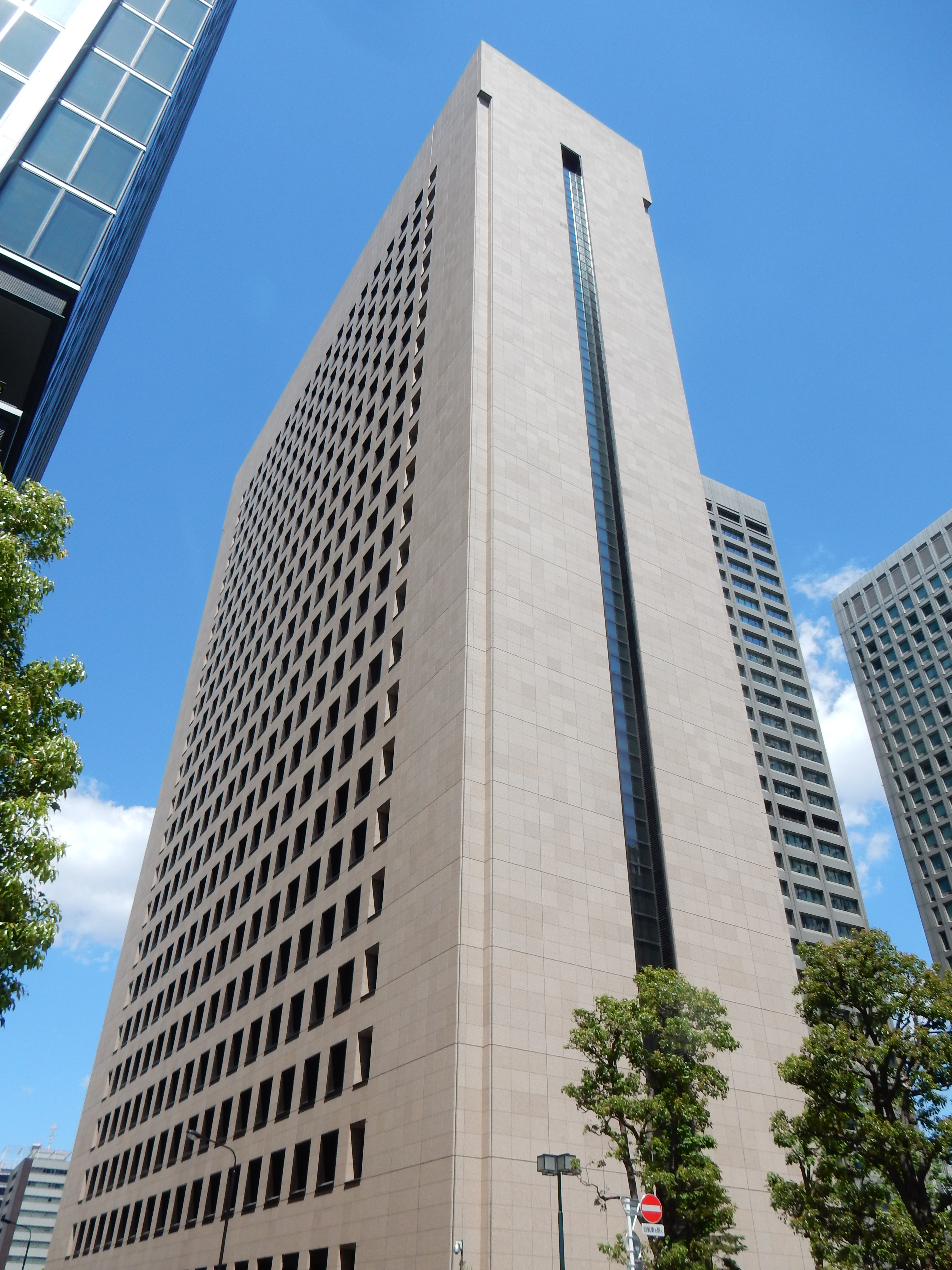
三井農林本社

三井農林是一家日本食品公司，成立於1974年，也是一家紅茶生產商以及紅茶及家用茶飲料的原料供應商。它是三井集團的成員公司，現為三井物產的合併子公司。

## 外部連結
- 三井農林 （页面存档备份，存于）